# Coupe du Maroc de football 1962-1963
 (avril 2024).
Si vous disposez d'ouvrages ou d'articles de référence ou si vous connaissez des sites web de qualité traitant du thème abordé ici, merci de compléter l'article en donnant les références utiles à sa vérifiabilité et en les liant à la section « Notes et références ».
Navigation
Édition précédente Édition suivante
La saison 1962-1963 de la Coupe du Trône est la septième édition de la compétition.
Les équipes se rencontrent sur un  match simple. En cas de match nul, soit une séance de tirs au but est jouée soit le match est rejoué sur le terrain de l'autre équipe.
Le Kawkab de Marrakech remporte la coupe au détriment du Hassania d'Agadir sur le score de 3-2 au cours d'une finale jouée dans le Stade d'honneur à Casablanca. Le Kawkab de Marrakech remporte ainsi cette compétition pour la première fois de son histoire.

## Déroulement

### Seizièmes de finale
| Date | Équipe 1 | Résultat | Équipe 2   | Lieu |
| ---- | -------- | -------- | ---------- | ---- |
| -    | Wydad AC | 1 - 0    | COD Meknès | -    |
| -    |          |          |            | -    |
| -    |          |          |            | -    |
| -    |          |          |            | -    |
| -    |          |          |            | -    |
| -    |          |          |            | -    |
| -    |          |          |            | -    |
| -    |          |          |            | -    |
| -    |          |          |            | -    |
| -    |          |          |            | -    |
| -    |          |          |            | -    |
| -    |          |          |            | -    |
| -    |          |          |            | -    |
| -    |          |          |            | -    |
| -    |          |          |            | -    |
| -    |          |          |            | -    |
| -    |          |          |            | -    |

### Huitièmes de finale
| Date | Équipe 1      | Résultat | Équipe 2       | Lieu |
| ---- | ------------- | -------- | -------------- | ---- |
| -    | DH El Jadida  | 1 - 1    | MA Tétouan     | -    |
| -    | FAR de Rabat  | 2 - 1    | Maghreb AS     | -    |
| -    | KAC Marrakech | 1 - 0    | Stade Marocain | -    |
| -    | MC Oujda      | 0 - 0    | Raja CA        | -    |
| -    | Racing AC     | 3 - 2    | RS Settat      | -    |
| -    | Tihad AS      | 0 - 0    | HUS Agadir     | -    |
| -    | US Sidi Kacem | 1 - 2    | Wydad AC       | -    |
| -    | IR Tanger     | 0 - 2    | Kénitra AC     | -    |

#### Matchs à rejouer
| Date | Équipe 1   | Résultat | Équipe 2     | Lieu |
| ---- | ---------- | -------- | ------------ | ---- |
| -    | MA Tétouan | 3 - 2    | DH El Jadida | -    |
| -    | Raja CA    | 3 - 2    | MC Oujda     | -    |
| -    | HUS Agadir | 3 - 1    | Tihad AS     | -    |

### Quarts de finale
| Date | Équipe 1      | Résultat | Équipe 2   | Lieu |
| ---- | ------------- | -------- | ---------- | ---- |
| -    | FAR de Rabat  | 1 - 0    | Raja CA    | -    |
| -    | KAC Marrakech | 2 - 0    | Kénitra AC | -    |
| -    | MA Tétouan    | 0 - 3    | HUS Agadir | -    |
| -    | Racing AC     | 0 - 1    | Wydad AC   | -    |

### Demi-finales
| Date | Équipe 1      | Résultat | Équipe 2   | Lieu |
| ---- | ------------- | -------- | ---------- | ---- |
| -    | KAC Marrakech | 2 - 1    | Wydad AC   | -    |
| -    | FAR de Rabat  | 1 - 2    | HUS Agadir | -    |

### Finale
| Date        | Équipe 1      | Résultat | Équipe 2   | Lieu       |
| ----------- | ------------- | -------- | ---------- | ---------- |
| 9 juin 1963 | KAC Marrakech | 3 - 2    | HUS Agadir | Casablanca |

La finale oppose les vainqueurs des demi-finales, le Kawkab de Marrakech face au Hassania d'Agadir, le 9 juin 1963 au Stade d'honneur à Casablanca. Match arbitré par Mohamed Belfkih EL Azhari. Le KAC Marrakech affronte son voisin du Sud, le HUS Agadir. Il s'agit de la toute première finale pour le HUS Agadir, tandis qu'il s'agit de la deuxième pour le KAC Marrakech. Le match va subir un retournement de situation extraordinaire. Le HUS Agadir ouvre le score par l'intermédiaire de Lahcen Chicha (  10e), puis aggrave la marque par Hama ( 17). Le KAC Marrakech riposte et marque avant la mi-temps grâce à Moulay Lahcen Zidane (  40e). Après une mi-temps très serré dans lequel les joueurs de Marrakech ont du mal à égaliser, Abdelkarim Zidani, dit Krimou, finit par libérer les siens en égalisant en toute fin de match, dans le temps additionnel (  97e). Débute alors les prolongations dans lequel la règle du but en or est présente. Krimou marque finalement le but en or ( 119e ), et offre au KAC Marrakech son premier titre dans la compétition.

## Sources
- Rsssf.com